# Роменец, Василий Власьевич
Василий Власьевич Роменец (1889—1957) — участник революции и Гражданской войны в России, большевик. Партийный и советский работник.

## Биография
Родился в городе Кролевец. Проходил службу матросом на Балтийском флоте (в 1910—1912 годах), затем — на Черноморском флоте (до 1916 года). В 1917 году вступил РСДРП(б). В августе 1917 года был направлен в Севастополь. Был избран председателем Севастопольского полуэкипажа и членом исполкома Севастопольского совета, членом Центрального комитета Черноморского флота (Черноморского Центрофлота). 
I Общечерноморский съезд в Севастополе избрал главным комиссаром Черноморского флота матроса-большевика В. В. Роменца вместо комиссара Временного правительства эсера И. И. Бунакова-Фондаминского. 
В начальный период Гражданской войны — с ноября 1917 года по февраль 1918 года — был главным комиссаром Черноморского флота. В ноябре 1917 года СНК послал Роменцу следующую «установочную» телеграмму:
Каледины, корниловцы, дутовы - вне закона!
 — красноречивый памятник «революционного правосознания»…
В ноябре 1917 года в Севастополе велась очень сильная агитация против атамана А. М. Каледина. Матросы стали формировать сухопутные отряды, отправлявшиеся походным порядком против Дона. На фронте, понеся поражение и обозленные, матросы возвращались в Севастополь. Агитация против офицеров в Севастополе все усиливалась. Начались аресты, сначала с лиц, якобы причастных к подавлению предполагавшегося мятежа в Черноморском флоте в 1912 году. Были арестованы по приказанию комиссара — матроса Роменца, адмиралы: Новицкий, Каськов, Александров, генерал Кетриц, капитаны 1 ранга Кузнецов, Свиньин, капитан 2 ранга Садов и несколько других офицеров. Уже с 15 декабря начался массовый террор. 
После затопления флота летом 1918 года, Роменец был назначен военным комиссаром Кубано-Черноморской Республики. Был арестован войсками УНР (петлюровцами), приговорён к расстрелу, но смог бежать.
В 1919—1920 годах воевал в составе РККА с войсками ВСЮР. В 1921 году — комиссар штаба артиллерийской обороны Кавказского побережья Чёрного моря. В дальнейшем был на партийной и советской работе.